# Botkyrkabacken

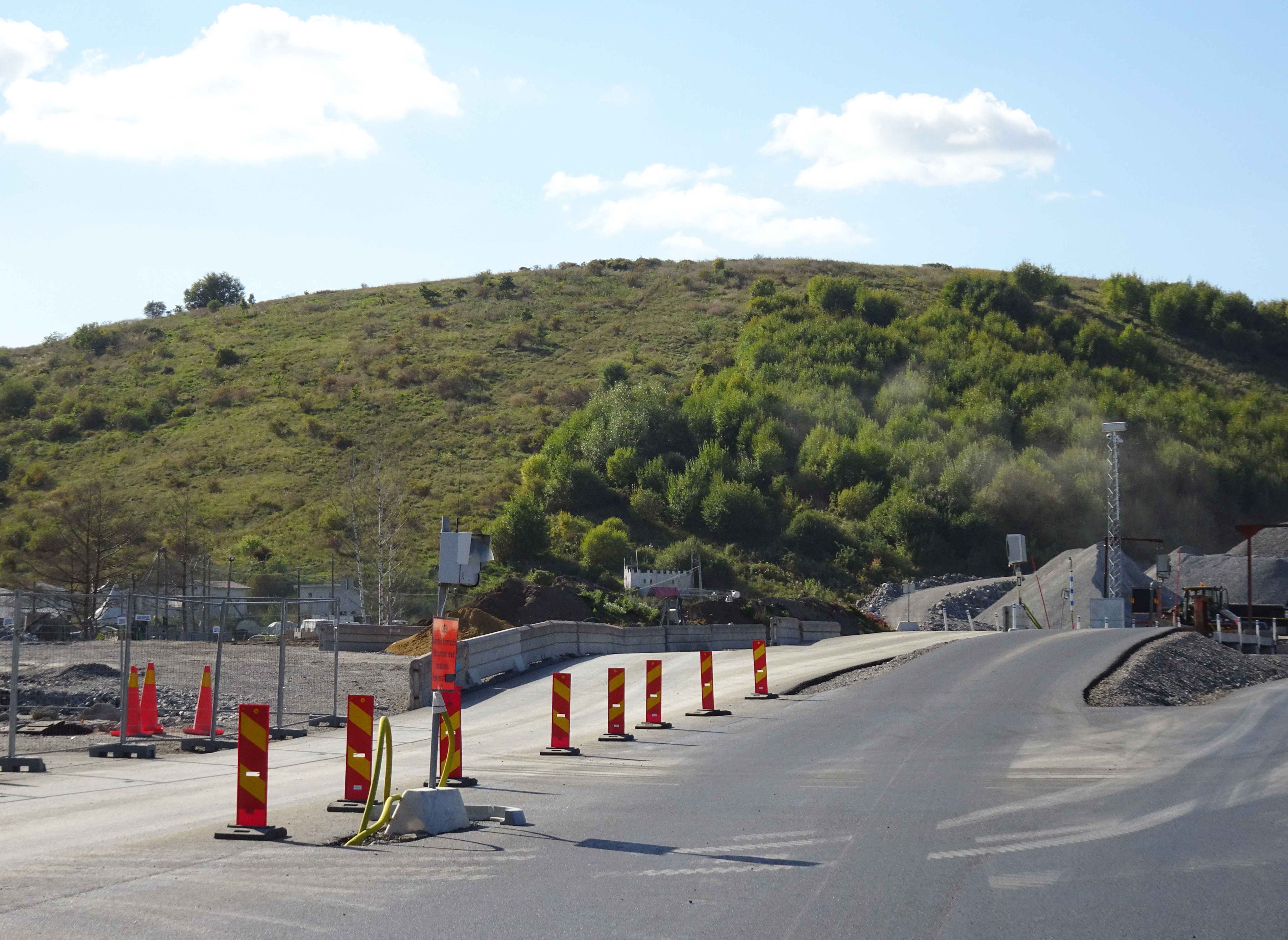
Botkyrkabacken sedd från Eriksbergs industriområde, 2016.

Botkyrkabacken är ett delvis anlagt berg beläget i västra delen av Eriksbergs industriområde i Botkyrka kommun. Backen har blivit ett välkänt landmärke vid Södertäljevägens sträckning genom Botkyrka.

## Naturen

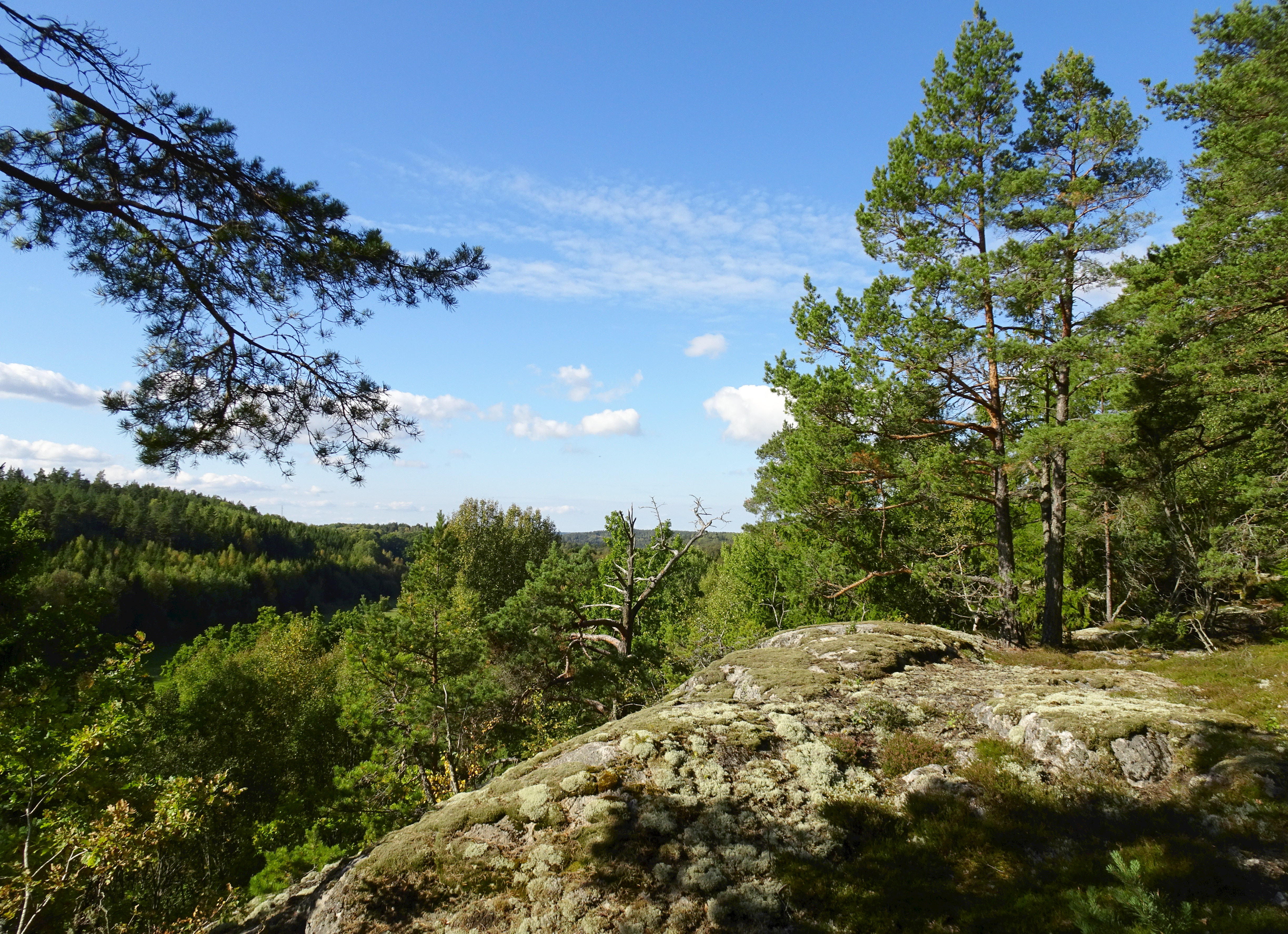
Västra sluttningen.

Botkyrkabacken har en höjd av 75 meter över havet och reser sig drygt 40 meter över omgivningen. Berget har en flack topp som består av upplagda schaktmassor och en del bygg- och industriavfall. Viss tippning pågår fortfarande. En körbar, men för allmän trafik spärrad väg går ända upp till toppen. Annars finns flera promenadstigar. På den norra, mera orörda delen ligger några fornminnen i forn av rösen.
På västra sidan stupar Botkyrkabacken brant ner. Här har den till stor del bevarad sin ursprungliga natur. I dalgången nedanför sträcker sig den 1 800 meter långa Gamla kyrkvägen som förde från Hågelby till Botkyrka kyrka (fornminne: RAÄ-nummer Botkyrka 581) och som återfinns på den geometriska jordeboken från år 1636. Mot öster består backen huvudsakligen av fyllnadsmassor med en flackare sluttning ner till Eriksbergs industriområde där Skanska har ett stort stenkrossområde.

## Aktiviteter
På  Botkyrkabackens östra sluttning anlades på 1970-talet en mindre vintersportanläggning med skidlift, som fanns kvar till slutet av 1990-talet. Några betongfundament står fortfarande kvar på toppen. Den branta delen av backen nyttjas för motorcykeltävlingen Hillclimb med ombyggda, trimmade motorcyklar. Backens flacka topp är också en start- och landningsplats för skärmflygning.

## Bilder

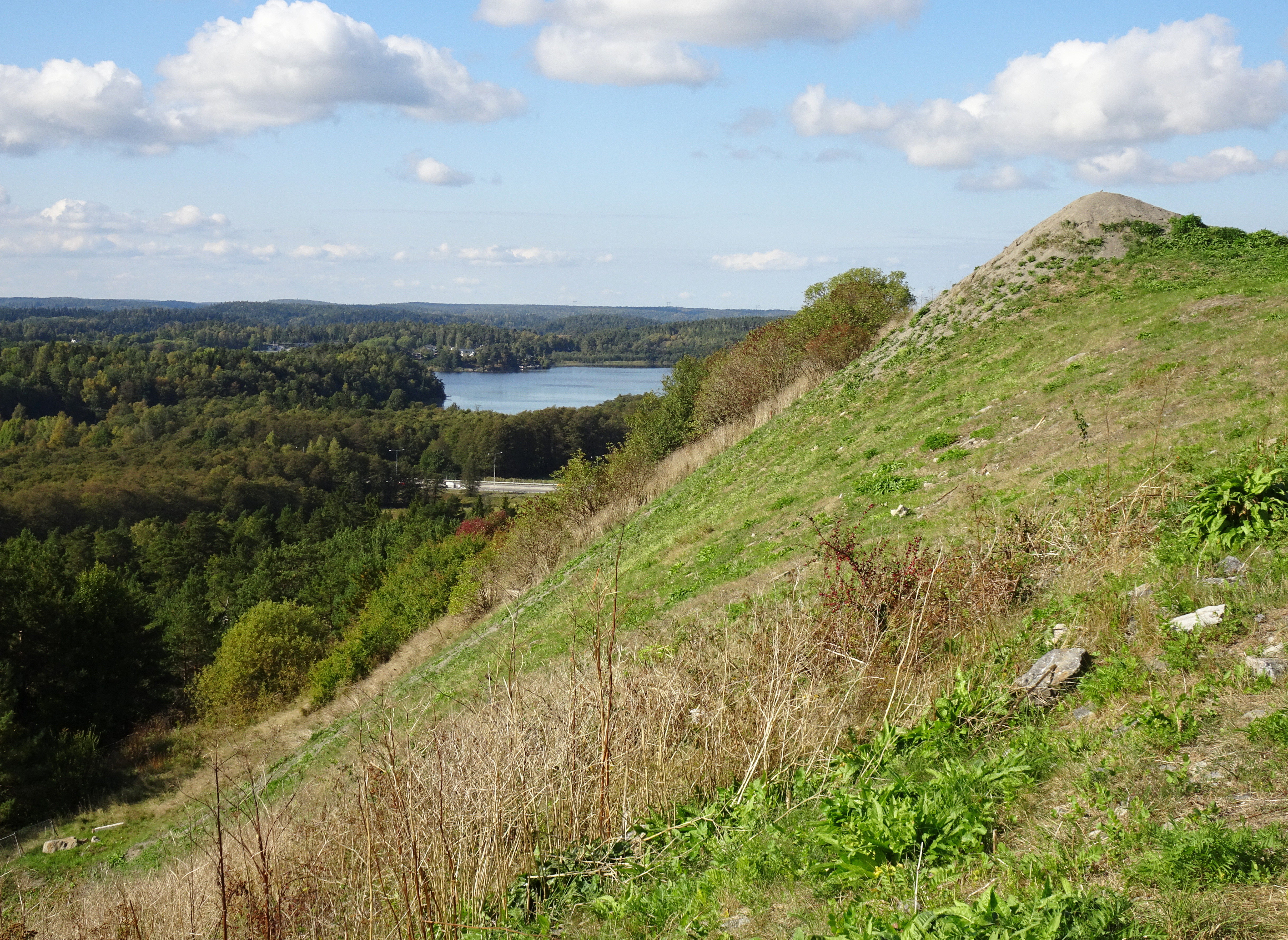
Vy mot nordväst med sjön Aspen
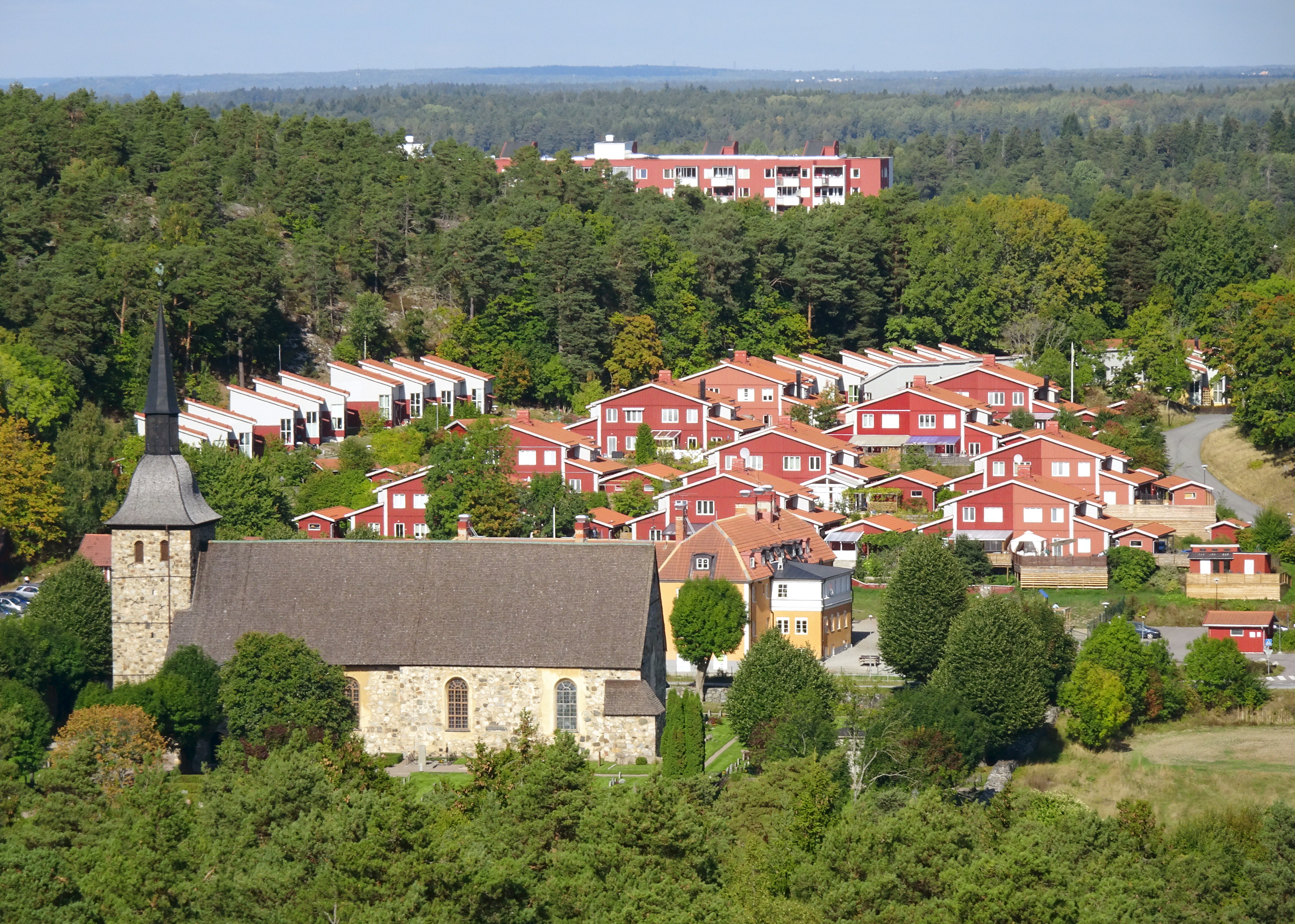
Vy mot norr med Botkyrka kyrka
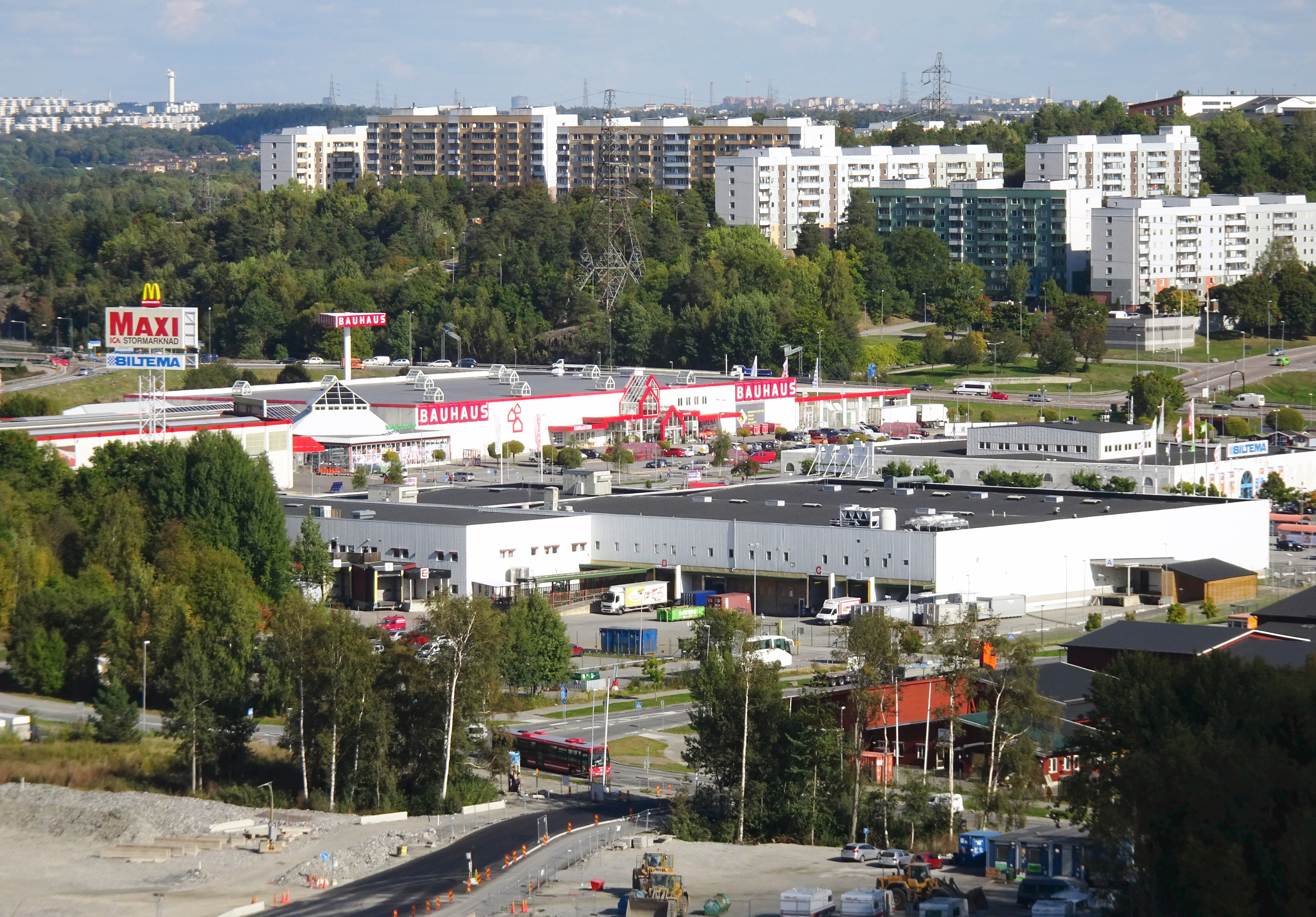
Vy mot nordost över Eriksbergs industriområde
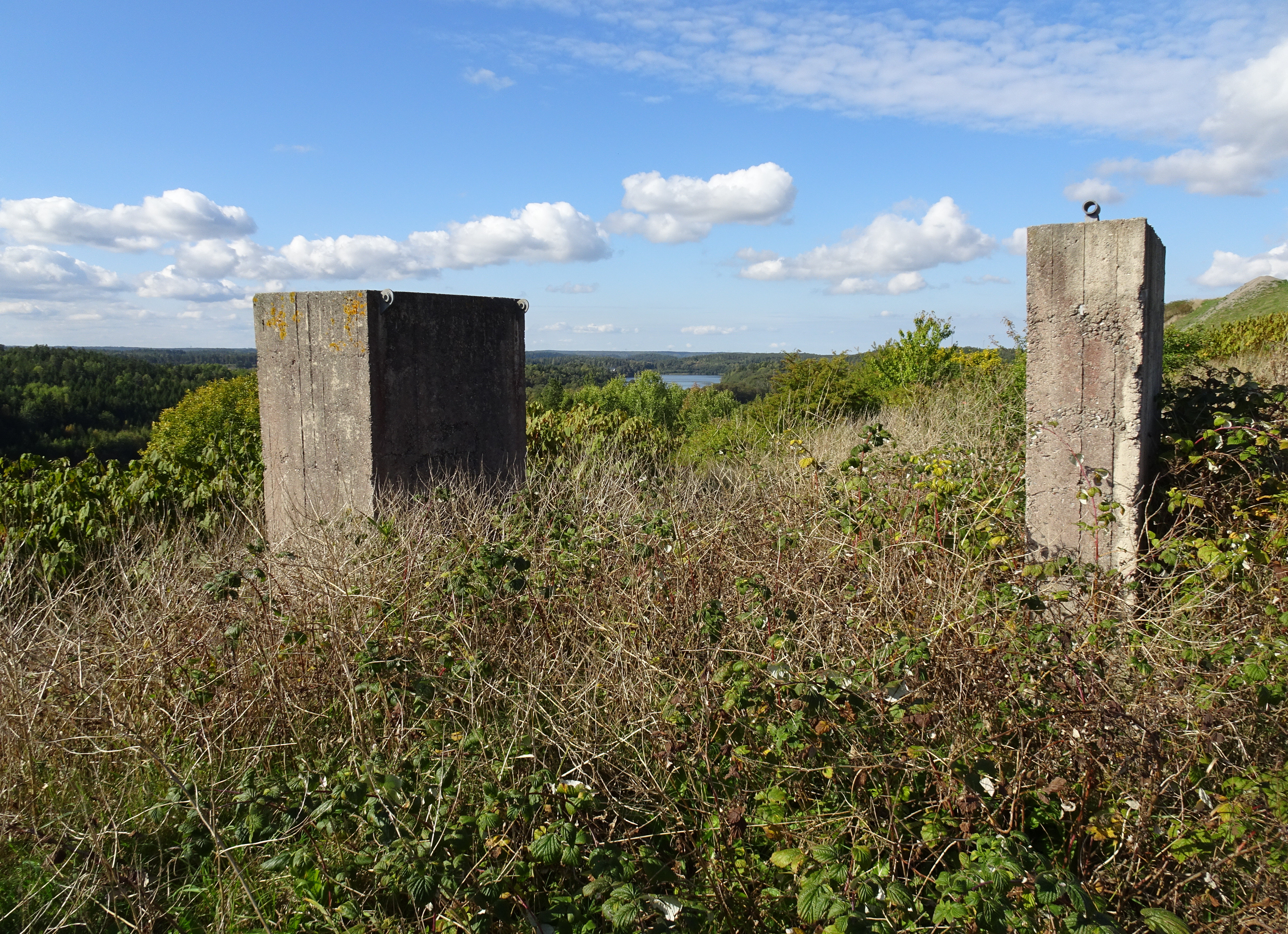
Betongfundament efter tidigare skidlift